# غوين غارسي
غوين غارسي (بالإنجليزية: Gwen Garci)‏ وهي ممثلة وعارضة أزياء فلبينية ولدت في يوم 7 مايو 1981 في بلدة توبا في محافظة بينغيه في الفلبين.

## روابط خارجية
- غوين غارسي على موقع IMDb (الإنجليزية)
- غوين غارسي على موقع قاعدة بيانات الفيلم (الإنجليزية)